# Mézières-en-Santerre
Pour les articles homonymes, voir Mézières.
Mézières-en-Santerre est une commune française située dans le département de la Somme, en région Hauts-de-France.

## Géographie

### Localisation
Mézières-en-Santerre est un village picard de l'Amiénois et de la région naturelle du Santerre.
Limitrophe de Moreuil, la localité est située à 9 km au sud de Villers-Bretonneux, 14 km au sud de Corbie, 16 km au nord de Montdidier, 20 km au nord-ouest de Roye et à 22 km au sud-est d'Amiens à vol d'oiseau.
Le territoire de la commune est limitrophe de ceux de six communes.
Les communes limitrophes sont  Beaucourt-en-Santerre, Démuin, Fresnoy-en-Chaussée, Le Plessier-Rozainvillers, Moreuil et Villers-aux-Érables.

### Géologie et relief
Le sol de la commune est de nature argileuse, il est composé du limon des plateaux. En dessous du limon se trouve le calcaire, la craie qui affleure ici et là.
Le relief de la commune est celui du plateau du Santerre dont l'altitude culmine à 101. Au nord du village un vallon se dirige vers la vallée de la Luce et se termine à Démuin.

### Hydrographie
La commune est située dans le bassin Artois-Picardie. Elle n'est drainée par aucun cours d'eau.

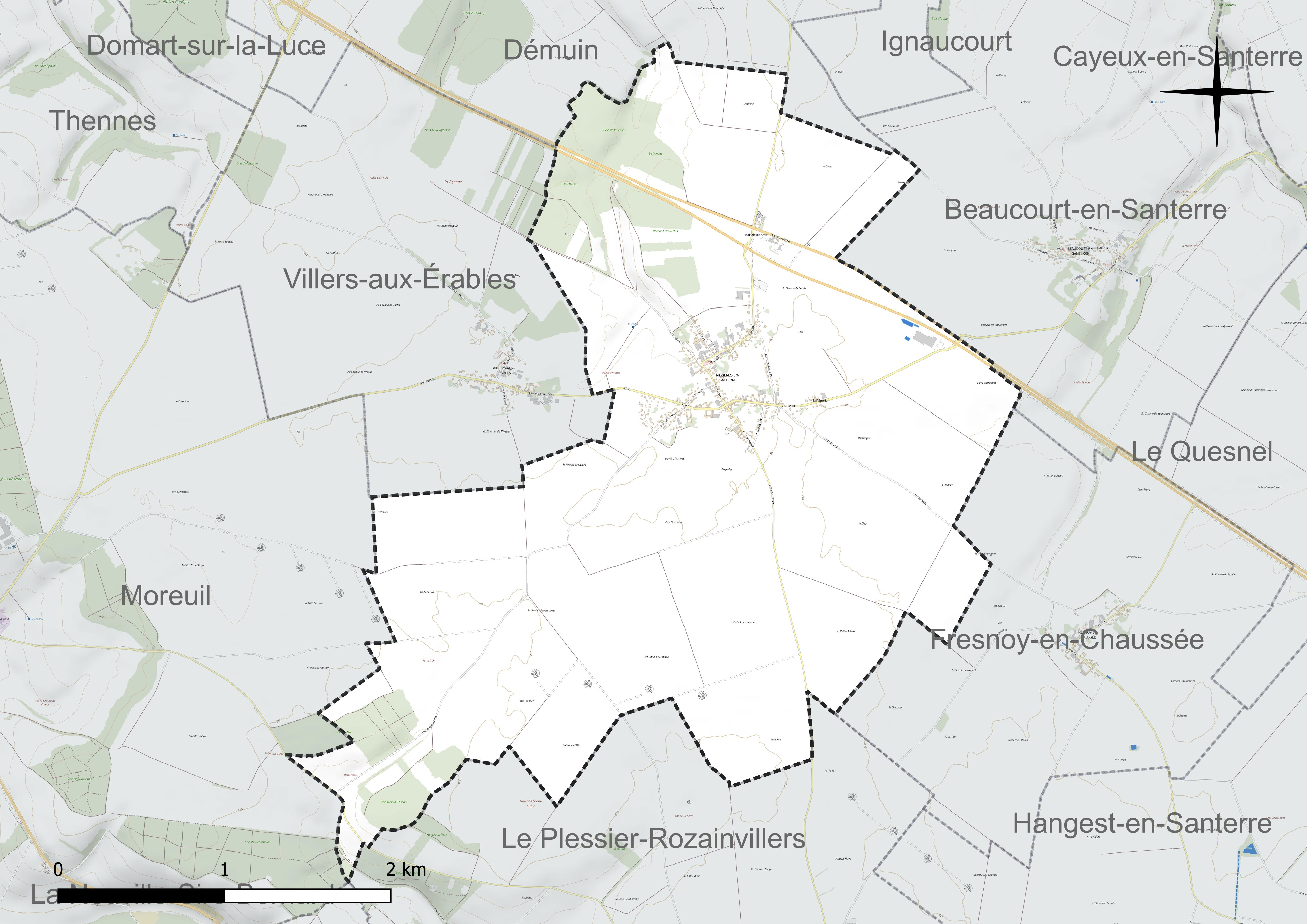
Réseau hydrographique de Mézières-en-Santerre.

### Climat
Pour des articles plus généraux, voir Climat des Hauts-de-France et Climat de la Somme.
En 2010, le climat de la commune est de type climat océanique dégradé des plaines du Centre et du Nord, selon une étude du CNRS s'appuyant sur une série de données couvrant la période 1971-2000. En 2020, Météo-France publie une typologie des climats de la France métropolitaine dans laquelle la commune est exposée à un climat océanique et est dans la région climatique Nord-est du bassin Parisien, caractérisée par un ensoleillement médiocre, une pluviométrie moyenne régulièrement répartie au cours de l'année et un hiver froid (3 °C).
Pour la période 1971-2000, la température annuelle moyenne est de 10,2 °C, avec une amplitude thermique annuelle de 14,4 °C. Le cumul annuel moyen de précipitations est de 688 mm, avec 11,4 jours de précipitations en janvier et 8,3 jours en juillet. Pour la période 1991-2020, la température moyenne annuelle observée sur la station météorologique la plus proche, située sur la commune de Rouvroy-en-Santerre à 11 km à vol d'oiseau, est de 10,8 °C et le cumul annuel moyen de précipitations est de 635,8 mm,. Pour l'avenir, les paramètres climatiques de la commune estimés pour 2050 selon différents scénarios d'émission de gaz à effet de serre sont consultables sur un site dédié publié par Météo-France en novembre 2022.

## Urbanisme

### Typologie
Au 1er janvier 2024, Mézières-en-Santerre est catégorisée commune rurale à habitat dispersé, selon la nouvelle grille communale de densité à sept niveaux définie par l'Insee en 2022.
Elle est située hors unité urbaine. Par ailleurs la commune fait partie de l'aire d'attraction d'Amiens, dont elle est une commune de la couronne,. Cette aire, qui regroupe 369 communes, est catégorisée dans les aires de 200 000 à moins de 700 000 habitants,.

### Occupation des sols
L'occupation des sols de la commune, telle qu'elle ressort de la base de données européenne d'occupation biophysique des sols Corine Land Cover (CLC), est marquée par l'importance des territoires agricoles (90,2 % en 2018), une proportion sensiblement équivalente à celle de 1990 (90,3 %). La répartition détaillée en 2018 est la suivante : 
terres arables (87 %), zones urbanisées (4,9 %), forêts (4,9 %), zones agricoles hétérogènes (3,2 %). L'évolution de l'occupation des sols de la commune et de ses infrastructures peut être observée sur les différentes représentations cartographiques du territoire : la carte de Cassini (XVIIIe siècle), la carte d'état-major (1820-1866) et les cartes ou photos aériennes de l'IGN pour la période actuelle (1950 à aujourd'hui).

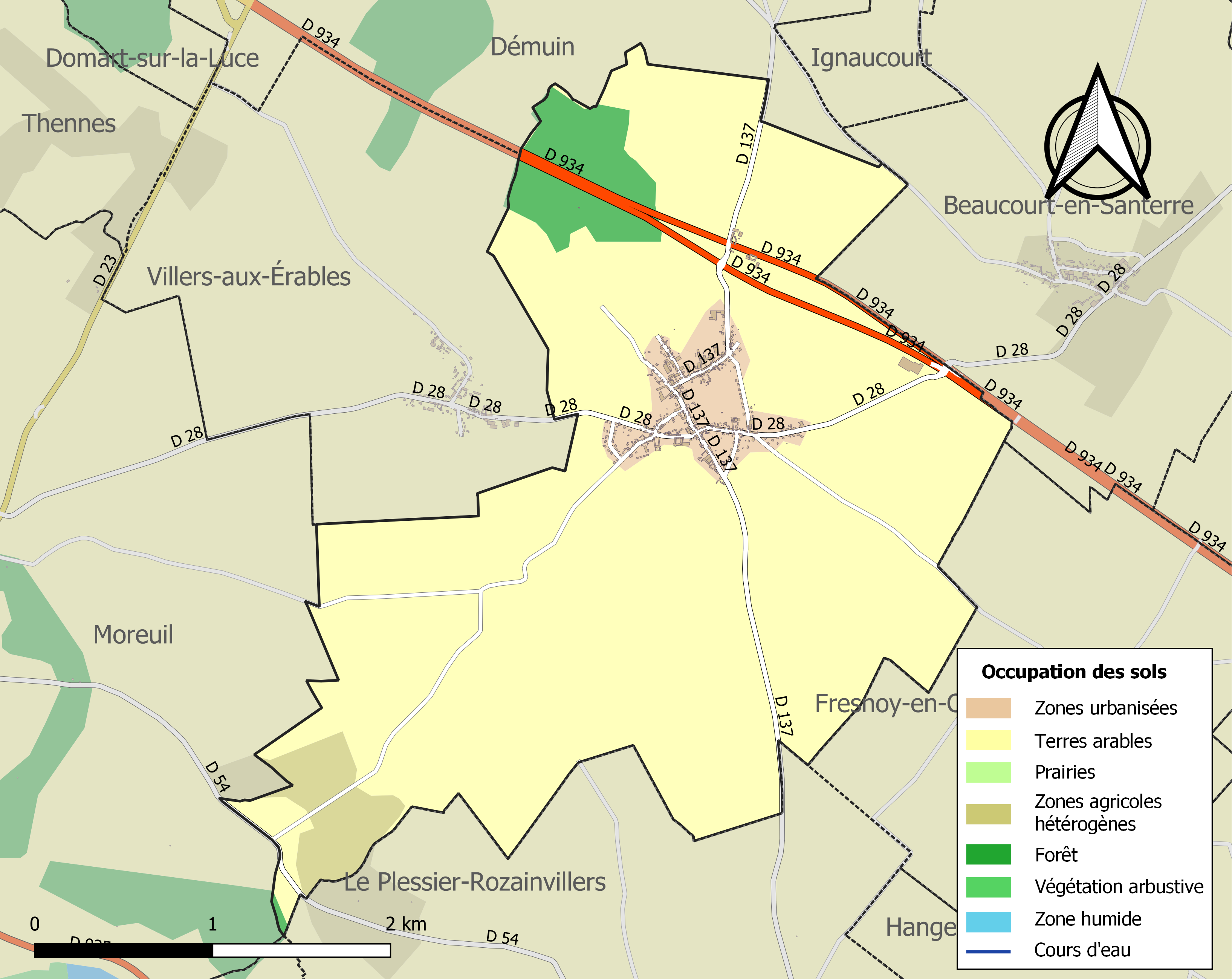
Carte des infrastructures et de l'occupation des sols de la commune en 2018 (CLC).

### Habitat
La commune présente un habitat groupé excepté un écart au lieu-dit « Maison blanche ».

### Voies de communication et transports
En 2019, la localité est desservie par les lignes d'autocars du réseau Trans'80, Hauts-de-France, tous les jours sauf le dimanche et les jours fériés (ligne no 40, Roye - Hangest-en-Santerre - Amiens ; (ligne no 45, Moreuil -  Montdidier).

## Toponymie
On trouve plusieurs formes pour désigner Mézières-en-Santerre dans les textes anciens : Maceria (1120), Maseres (1133), Maiseres (1144), Mausières, Maizières, Maissières, Maisieres-en-Sancters (1428), Mesieres-en-Santerre (1452), Mesieres, Meizieres (1648), Mézières (1698). Durant la Révolution française, la commune porte le nom de Mézières.

Mézières proviendrait du latin Maceriae, dont la signification pourrait être « ruines » (d'où le français masures), ou « fortifications ». Le terme Mézières signifierait enclos. Souvent antiques terme employé comme nom de lieu a l'époque romaine.
Le Santerre est une région naturelle située au cœur de la Picardie, et de l'actuelle région Hauts-de-France.

## Histoire

### Antiquité
L'ex-RN 334 est l'ancienne via Agrippa, voie romaine reliant Lugdunum (Lyon) à Gesoriacum (Boulogne-sur-Mer) par Augusta Suessionum (Soissons) et Samarobriva (Amiens), et connue localement sous le terme de chaussée Brunehault.
Des vestiges de villa gallo-romaine ont été mis en évidence par Roger Agache, grâce à la prospection aérienne.

### Moyen Âge
Le premier seigneur connu du lieu est le chevalier Pierre de Mézières qui fonde, en 1190, la chapelle Saint-Nicolas. Le château fort à  totalement disparu, ainsi que la maladrerie. En 1224, le chevalier Gilles de Mézières donne des biens à l'abbaye Saint-Martin-aux-Jumeaux d'Amiens. La seigneurie passe ensuite par héritage à Pierre de Poix.
Le 23 septembre 1472, Charles le Téméraire établit son camp à Mézières. Il se rend ensuite à Lihons puis à Péronne.

### Époque moderne
Jehan de Béthisy, d'une famille originaire de Béthisy-Saint-Pierre achète le domaine de Mazières en 1559 à Antoine Vigier. Les successeurs vont garder la possession en portant le titre de marquis de Mézières jusqu'à la Révolution française. Ils sont également au XVIIIe siècle châtelains de Bourbourg. Le blason de la commune provient des armes de cette famille.
Mézières est ravagé par les Espagnols au XVIIe siècle. Le village est incendié en 1636 et en août 1653, les troupes de Louis II de Bourbon-Condé au service du roi d'Espagne ravagèrent le Santerre et Mézières lorsque les Espagnols lèvent leur camp de Guerbigny.
Le 13 juillet 1695, un arrêt du Conseil du roi réunit les biens de la maladrerie de Mézières à ceux de l'Hôtel-Dieu de Montdidier.
Avant 1789, Mézières fait partie de l'élection, du bailliage, prévôté et grenier à sel de Montdidier.
Gédéon de Béthisy, marquis de Mézières, a été le premier mari de Barbe de Hamel de la famille de Hamel de Bellenglise.
Eugène Marie de Béthisy, (mort en 1721), chevalier, marquis de Mézières, (Mézières-en-Santerre), en Picardie, devient châtelain-vicomte de Bourbourg par "achat" en 1720. Il épouse Éléonore Oglethorp le 5 mars 1703. Il est lieutenant-général des armées du roi, gouverneur des ville et citadelle d'Amiens et de Corbie, grand bailli d'Amiens, commandant pour le roi dans les provinces de Picardie, Champagne, Artois, Cambrésis et Hainaut. Il meurt le 24 avril 1721. Son épouse gère ses biens après sa mort, et les partage en 1733. Elle habite à Paris dans le quartier de Saint-Germain des Prés, en 1731; le couple semble avoir déjà connu lui-aussi des difficultés financières si on se réfère à l'acte de 1731 évoqué ci-dessous.
Eugène Éléonore de Béthisy, (né en 1709), fils aîné des précédents, reçoit lors du partage, les biens de Bourbourg. Chevalier, marquis de Mézières, maître de camp de cavalerie, puis en 1757 lieutenant-général des armées du roi, gouverneur de Longwy (Longwy?), représenté par Maître François Philippe de Préville, avocat au Parlement de Paris, il connait des difficultés financières importantes. En 1731, sa mère appelée haute et puissante dame Éléonore Oglethorpe, veuve de haut et puissant seigneur Messire Eugène Marie de Berthisy, met en location des biens de la châtellenie de Bourbourg à la demande des créanciers de la famille, dont des bourgeois parisiens. Plusieurs personnes, dont des laboureurs, se montrent intéressées et enchérissent pour des fractions des biens. Les difficultés financières évoquées amènent Eugène Éléonore à multiplier les procès pour essayer de récupérer des revenus, contre le magistrat de la ville et de la châtellenie, (en 1740, le magistrat s'oppose à ce qu'il prenne la qualité de seigneur de Bourbourg comme il prétend de le faire car la terre appartient au roi), contre ses tenanciers, contre le roi même. Trop endetté, ses biens sont saisis.
Eugène-Eustache de Béthisy (1739-1825), lieutenant des armées du roi, marquis de Mézières, châtelain de Bourbourg, dont il vend les possessions pour régler les dettes de son père Eugène Éléonore, émigre pendant la Révolution puis se fixe à Paris.
Mgr Henri Benoît Jules de Béthizy de Mézières (1744-1817), né à Mézières, mort à Londres, fut le 64e et dernier évêque d'Uzès.

### Époque contemporaine
En 1814-1815, à la fin de l'épopée napoléonienne, les cosaques occupent la commune.
Richard de Béthisy, fils d'Eugène-Eustache, marquis de Mézières, est fait pair de France en 1823.

#### Guerre de 1870
Le 24 novembre 1870, s'est déroulé aux abords du lieu-dit « Maison blanche » un combat d'avant-garde qui opposa Français et Prussiens. Sous les ordres du colonel du Bessol et du lieutenant-colonel Pigouche, les chasseurs à pied, les soldats de l'infanterie de marine et les mobiles renforcés par deux batteries d'artillerie menèrent une reconnaissance offensive, en partant de Villers-Bretonneux. Les Français furent accueillis par une fusillade nourrie de l'infanterie prussienne mais l'infanterie de marine dispersa l'ennemi. L'artillerie française, quant à elle, tirant une soixantaine de coups de canon mit en fuite un régiment de uhlans.
Les soldats français et allemands tués au combat sont enterrés dans le cimetière communal de Mézières et un monument y a été érigé. Chaque année jusque 1914, une cérémonie commémorative se déroulait au cours de laquelle des couronnes de fleurs étaient déposées.
En 1892, Mézières possède un hospice géré par les religieuses.

#### Première Guerre mondiale
Au début de la Première Guerre mondiale, Mézières-en-Santerre subit l'occupation allemande d'août-septembre 1914, elle se trouve à l'arrière du front,,,,, notamment lors de la bataille de la Somme L'armée française construisit une ligne de chemin de fer militaire à voie étroite du système Péchot, encore existante en 1920, afin de desservir le front puis permettre la reconstruction, avec notamment une gare de ravitaillement à Mézières-en-Santerre,,,,,.
Des installations de l'artillerie lourde sur voie ferrée y furent aménagées.
La commune est située dans la zone de combat en 1918, en particulier lors de l'offensive du Printemps et de la bataille d'Amiens (1918),,.

#### Entre-deux-Guerres
À l'issue de la guerre, Mézières-en-Santerre avait subi d'importants dommages de guerre. La reconstruction se déroule durant l'entre-deux-guerres,. Des baraquements sont construits pour servir d'habitat provisoire. L'église Saint-Martin reste, aujourd'hui, le bâtiment emblématique de la reconstruction du village.
La commune est décorée de la Croix de guerre 1914-1918 le 3 novembre 1920.
La voie ferrée construite pendant la  guerre existe encore toujours en 1920 et sert à acheminer les matériaux de  la reconstruction, avec notamment une gare de ravitaillement.

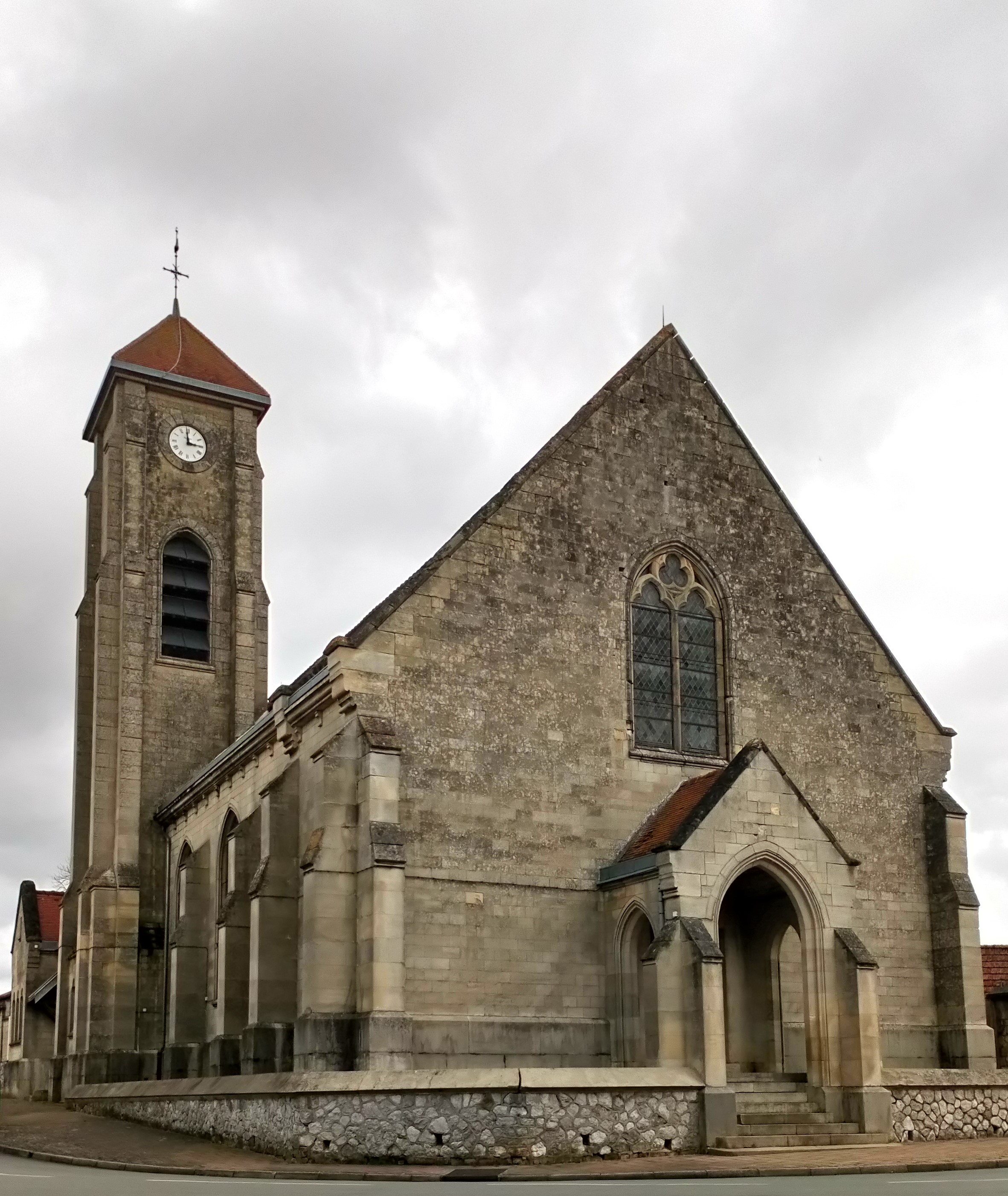
Eglise Saint-Matin
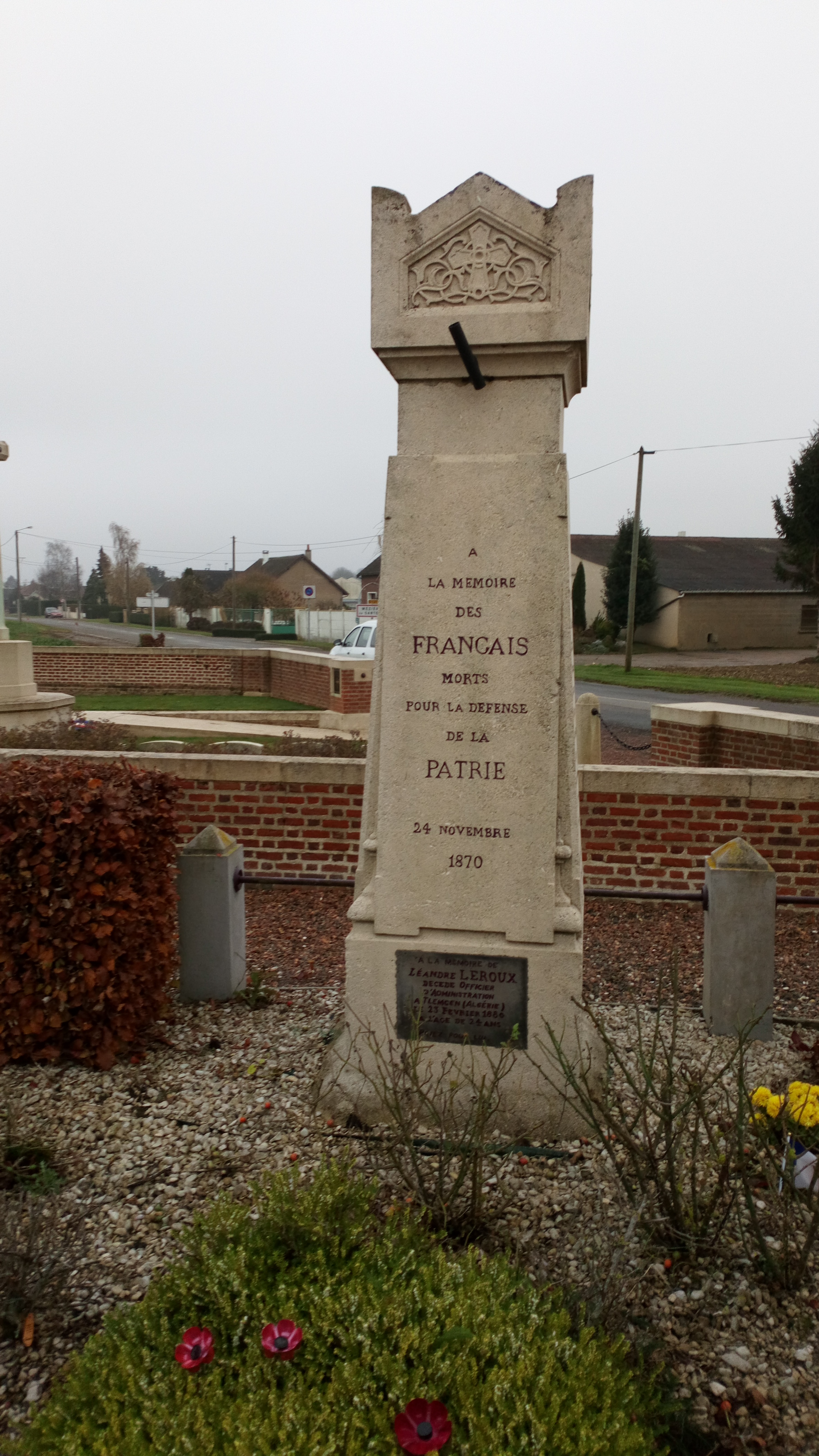
Monument Guerre de 1870
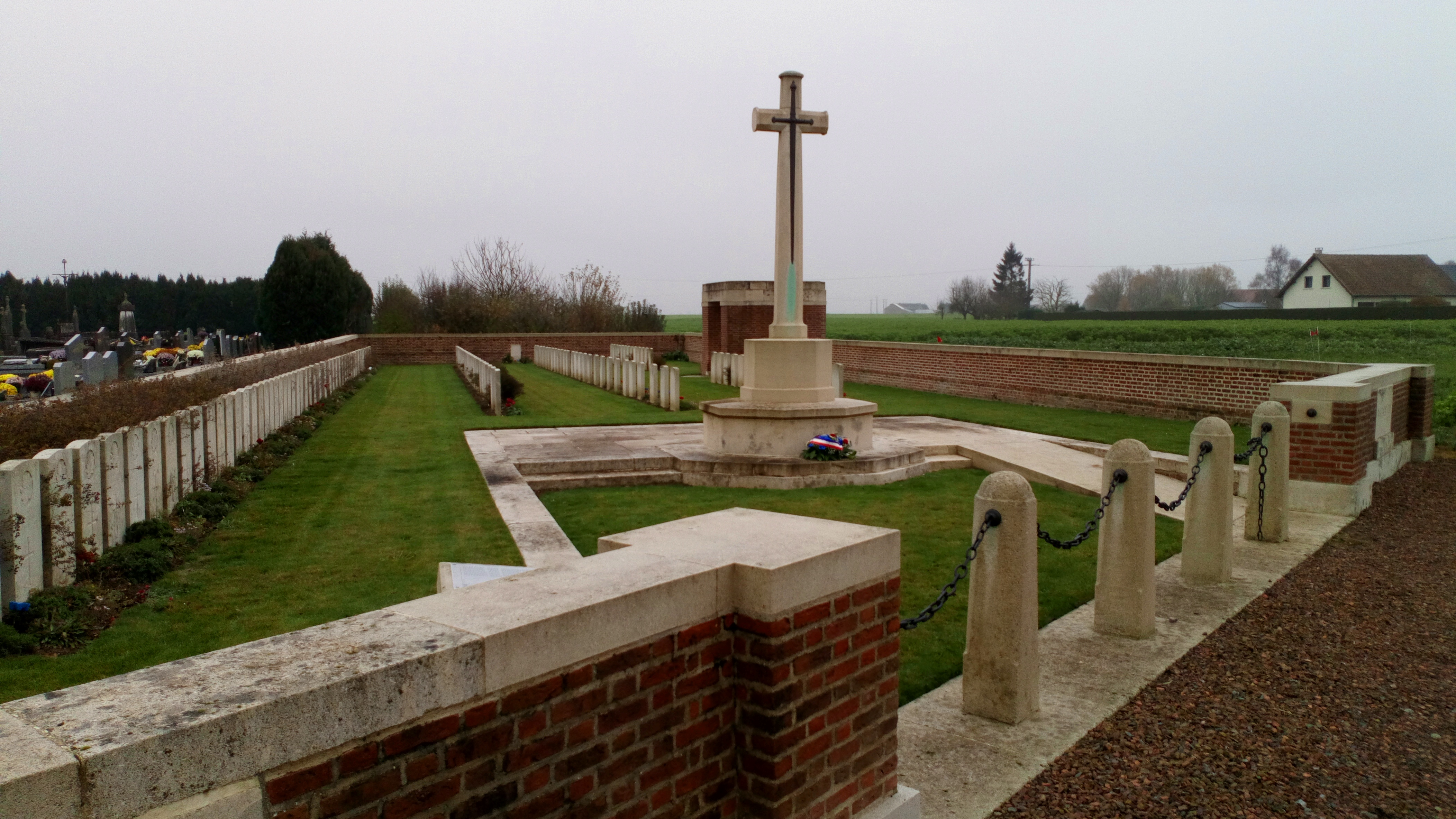
Cimetière militaire britannique

## Politique et administration

### Rattachements administratifs et électoraux
La commune se trouve dans l'arrondissement de Montdidier du département de la Somme. Pour l'élection des députés, elle fait partie depuis 2012 de la quatrième circonscription de la Somme.
Elle fait partie depuis 1793 du canton de Moreuil, qui a été modifié et agrandi dans le cadre du redécoupage cantonal de 2014 en France.

### Intercommunalité
La commune était membre de la communauté de communes du canton de Moreuil, créée par un arrêté préfectoral du 4 décembre 1992 et renommée communauté de communes Avre Luce Moreuil (CCALM) par arrêté préfectoral du 6 mai 1996.
Dans le cadre des dispositions de la loi portant nouvelle organisation territoriale de la République du 7 août 2015, qui prévoit que les établissements publics de coopération intercommunale (EPCI) à fiscalité propre doivent avoir un minimum de 15 000 habitants, la préfète de la Somme propose en octobre 2015 un projet de nouveau schéma départemental de coopération intercommunale (SDCI) prévoyant la réduction de 28 à 16 du nombre des intercommunalités à fiscalité propre du département.
Après des hypothèses de regroupement des communautés de communes du Grand Roye (CCGR), du canton de Montdidier (CCCM), du Santerre et d'Avre, Luce et Moreuil, la préfète dévoile en octobre 2015 son projet qui prévoit la « des communautés de communes d'Avre Luce Moreuil et du Val de Noye », le nouvel ensemble de 22 440 habitants regroupant 49 communes,. À la suite de l'avis favorable des intercommunalités et de la commission départementale de coopération intercommunale en janvier 2016 puis des conseils municipaux et communautaires concernés, la fusion est établie par un arrêté préfectoral du 22 décembre 2016, qui prend effet le 1er janvier 2017.
La commune est donc désormais membre de la communauté de communes Avre Luce Noye (CCALN).

### Liste des maires
| Période                                  | Période                      | Identité        | Étiquette | Qualité                                       |
| ---------------------------------------- | ---------------------------- | --------------- | --------- | --------------------------------------------- |
| Les données manquantes sont à compléter. |                              |                 |           |                                               |
| avant 1951                               | ?                            | Marcel Gris     | SFIO      | Ancien instituteur                            |
| mars 2001                                | 2014                         | Jacques Pommier |           |                                               |
| 2014                                     | juillet 2020                 | Hervé François  |           | Principal du collège Parmentier de Montdidier |
| juillet 2020                             | En cours (au 5 juillet 2020) | Paul Viollette  |           | Cultivateur                                   |

## Population et société

### Démographie
L'évolution du nombre d'habitants est connue à travers les recensements de la population effectués dans la commune depuis 1793. Pour les communes de moins de 10 000 habitants, une enquête de recensement portant sur toute la population est réalisée tous les cinq ans, les populations de référence des années intermédiaires étant quant à elles estimées par interpolation ou extrapolation. Pour la commune, le premier recensement exhaustif entrant dans le cadre du nouveau dispositif a été réalisé en 2005.

En 2022, la commune comptait 527 habitants, en évolution de −9,29 % par rapport à 2016 (Somme : −1,26 %, France hors Mayotte : +2,11 %).
| 1793 | 1800 | 1806 | 1821 | 1831 | 1836 | 1841 | 1846 | 1851 |
| ---- | ---- | ---- | ---- | ---- | ---- | ---- | ---- | ---- |
| 703  | 753  | 719  | 712  | 746  | 816  | 833  | 825  | 857  |

| 1856 | 1861 | 1866 | 1872 | 1876 | 1881 | 1886 | 1891 | 1896 |
| ---- | ---- | ---- | ---- | ---- | ---- | ---- | ---- | ---- |
| 858  | 847  | 870  | 847  | 841  | 766  | 708  | 643  | 630  |

| 1901 | 1906 | 1911 | 1921 | 1926 | 1931 | 1936 | 1946 | 1954 |
| ---- | ---- | ---- | ---- | ---- | ---- | ---- | ---- | ---- |
| 652  | 622  | 601  | 410  | 361  | 373  | 355  | 346  | 360  |

| 1962 | 1968 | 1975 | 1982 | 1990 | 1999 | 2005 | 2006 | 2010 |
| ---- | ---- | ---- | ---- | ---- | ---- | ---- | ---- | ---- |
| 392  | 391  | 344  | 404  | 453  | 493  | 531  | 526  | 554  |

| 2015 | 2020 | 2022 | - | - | - | - | - | - |
| ---- | ---- | ---- | - | - | - | - | - | - |
| 578  | 540  | 527  | - | - | - | - | - | - |

### Enseignement
À la rentrée scolaire 2016-2017, l'école publique de Mézières compte 96 élèves. Elle est située en zone B, dans l'académie d'Amiens.

## Économie
L'économie de la commune est marquée par une forte vocation agricole.
Un parc de huit éoliennes est édifié par le groupe Valorem en 2016-2017 sur les communes du Plessier-Rozainvillers, d'Hangest-en-Santerre et de Mézières-en-Santerre, après un financement participatif ouvert notamment aux riverains.

## Culture locale et patrimoine

### Lieux et monuments
- Église Saint-Martin, en brique, construite après la destruction de la précédente lors de la Première Guerre mondiale[67],[68].

- Oratoire marial de 1954[31].

### Personnalités liées à la commune
- Gilles de Mézières fut élu, en 1516, recteur de l'université de Paris[réf. nécessaire].
- Eustache de Béthisy, seigneur de Mézières émigra pendant la Révolution française, ses biens furent déclarés bien national et vendus[réf. nécessaire].
- Philippe de Mézières, homme de guerre et écrivain du XIVe siècle, né au château de Mézières.

### Héraldique
|  | La commune a adopté les armes de la famille de Béthisy qui détint la seigneurie de 1559 à 1789. Blasonnement : - d'azur fretté d'or. Ornement extérieur : - Croix de guerre 1914-1918 avec palme. Citation à l'ordre de l'armée du 3 novembre 1920 : « située en 1918 sur la ligne de bataille a été l'objet de nombreux bombardements qui l'on entièrement détruite. A toujours montré dans les épreuves un calme et une dignité incomparables, en attendant l'heure de la victoire. » |

## Pour approfondir